# Pterolophia dapensis
Pterolophia dapensis är en skalbaggsart som beskrevs av Maurice Pic 1926. Pterolophia dapensis ingår i släktet Pterolophia och familjen långhorningar. Inga underarter finns listade i Catalogue of Life.